# 황야의 외팔이
황야의 외팔이는 한국에서 제작된 김영효 감독의 1970년 영화이다. 장동휘 등이 주연으로 출연하였고 홍성칠 등이 제작에 참여하였다.

## 출연

### 주연
- 장동휘
- 김지수
- 박노식
- 도금봉

## 제작진
- 조명: 정덕규
- 미술: 조경환